# Szum informacyjny
Szum informacyjny – nadmiar informacji utrudniający wyodrębnienie informacji prawdziwych i istotnych.
W literaturze nazywany również przeciążeniem informacyjnym, eksplozją, bombą informacyjną, wykładniczym wzrostem informacji, zalewem, potopem informacji. Zjawisko to narasta od połowy XX wieku, jednak obecnie, w związku z rozwojem zasobów WWW, a także serwisów i zasobów społecznościowych, przybiera znacząco na sile. W jego wyniku, w odczuciu użytkowników informacji, powstaje „szum informacyjny” – nierównowaga między ilością dostarczanej informacji a możliwością jej przetworzenia przez człowieka. Pojawia się tzw. stres informacyjny (stres poznawczy, info-stres).
Cechy jakie charakteryzują szum informacyjny to:
- niska jakość informacji
- fragmentaryczność
- chaotyczność
- niespójność
- nieaktualność
- podawanie informacji częściowo lub całościowo nieprawdziwej